# Liste der Naturdenkmale in Hentern
Die Liste der Naturdenkmale in Hentern nennt die im Gemeindegebiet von Hentern ausgewiesenen Naturdenkmale (Stand 3. Juni 2024).

## Naturdenkmale
| Nr.         | Bezeichnung       | Lage                                          | Beschreibung                                                                    | Bild                                    |
| ----------- | ----------------- | --------------------------------------------- | ------------------------------------------------------------------------------- | --------------------------------------- |
| ND-7235-415 | Heckelbuschfelsen | östlich des Ortes; Abteilung Heckelbüsch Lage | Quarzitfelsen; flächenhaftes Naturdenkmal, ca. 0,3 ha; teilweise zu Schillingen | Direkt Bild zu diesem Denkmal hochladen |